# Adam Broniec
Adam Broniec (Bronic) herbu Bronic (zm. w 1830 roku) – hrabia Królestwa Polskiego w 1830 roku, marszałek dworu Królestwa Polskiego w 1815 roku, sekretarz i szambelan Stanisława Augusta Poniatowskiego, szambelan Napoleona, po 1795 roku na emigracji w Paryżu.
Odznaczony Orderem Orła Białego w 1829 roku, kawaler Legii Honorowej w 1807 roku, kawaler Orderu Świętego Stanisława w 1809 roku.